# Porlamar
Porlamar es una ciudad ubicada en Venezuela, capital del municipio Mariño en el estado Nueva Esparta. Es el principal centro urbano y económico de la Isla de Margarita.
Posee una población según estimación del INE de 140 504 hab (2023),[cita requerida] y en su área metropolitana 401 511 hab, en la cual se encuentran integrada los municipios Maneiro, García, Díaz y Arismendi.

## Etimología
Porlamar fue fundada en el 26 de marzo de 1536 por Fray Francisco de Villacorta, cura de la iglesia de Santiago Apóstol ubicada en la ciudad de Nueva Cádiz. Su nombre ha cambiado varias veces: «San Pedro Mártir», «Villa del Espíritu Santo», «Pueblo de La Mar», y desde mediados del siglo XIX, tomó su actual nombre. 

## Historia

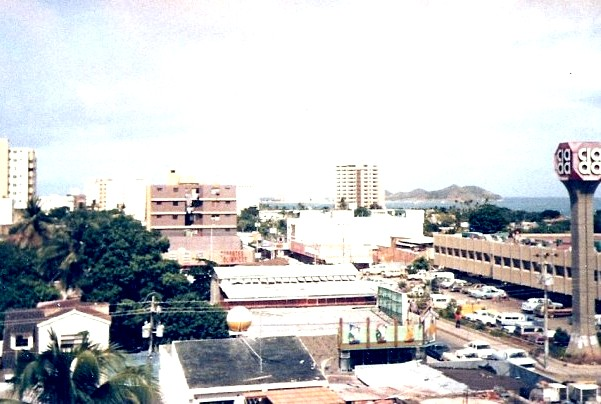
Centro de Porlamar en 1982.

En 1526, la gobernadora Isabel Manrique envió a sus tenientes Pedro de Villárdiga y Pedro Alegría, a construir un fuerte en la bahía de Guaraguao, llamado de «San Pedro Mártir». 
Hacia 1533, existía en El Valle del Espíritu Santo, una villa con este nombre, el cual sería conservado cuando el 26 de marzo de 1536, Fray Francisco de Villacorta funda oficialmente la nueva villa y construye la iglesia bajo la advocación de Nuestra Señora de La Asunción. Se le conocía con el nombre de Pueblo y Puerto de la Mar y para 1545 estaba hecha la fortaleza.
Destruida por el pirata francés Jacques de Sores en 1555 y por el Tirano Lope de Aguirre en 1561, fue mudada hacia 1567 al valle de Santa Lucía por Pedro González Cervantes de Albornoz, con el nombre de Nuestra Señora de la Asunción; el antiguo asiento recibiría el nombre de Pueblo de la Mar o Pueblo Viejo y quedó como puerto o desembarcadero habitado por indígenas. El gobernador Miguel Maza de Lizana en 1580, decía que era en el Pueblo de la Mar donde se concentraban la mayor cantidad de indígenas y ordenó hacer allí un pueblo de indios. En 1583 y 1589 fue de nuevo atacada por los piratas ingleses John y William Hawkins, respectivamente; este último se refiere a ella como «El Pueblo Viejo de la Mar».
El 22 de mayo de 1593 desembarcó allí, con 4 barcos y 400 hombres, el pirata inglés John Burg, entablándose batalla con los pobladores, al mando del gobernador Juan Sarmiento de Villandrando, quien murió en defensa de la población y Felipe de Linares y Torrellas, de La Asunción. Porlamar fue atacada en diversas ocasiones por corsarios ingleses, franceses y holandeses durante el siglo XVII, entre ellos por Hendrick Bowdoin. En 1757, un grupo de pescadores volvió a establecerse en el sitio de Guaraguao, alrededor de la ermita de San Nicolás de Bari; al año siguiente figura como pueblo de indios en el censo levantado por el gobernador Alonso del Río, quien dice que tenía 242 casas y 627 h. 
El 24 de agosto de 1764, los vecinos solicitaron al gobernador que les permitiera reconstruir las ruinas de la ermita de San Nicolás de Bari, cerca del fuerte, antiguo lugar de la población. En 1766 fue erigida en parroquia eclesiástica. Durante la Guerra de Independencia fue arrasada por los realistas del mariscal Pablo Morillo en 1817, quedando destruida hasta la iglesia. El 8 de agosto de 1832 la parroquia fue restablecida nuevamente y en enero de 1833 fue agregada a la del Espíritu Santo, por carecer aún de templo; su construcción sólo se iniciaría en 1853 y se terminó en 1864. Para 1860 tenía Sociedad Filantrópica y Progresista que estimulaba el comercio. En 1873 tenía 2.655 h. 

En 1891 fue declarada parroquia civil y llega la primera imprenta a Porlamar. En 1895 se publica El Ratón y El Sol y al año siguiente La Pluma. Ese año se construye también el faro y se instala la logia masónica Estabilidad núm. 62. Para 1897 fue construido el muelle y un año después el puente Fajardo. El puerto quedó conectado telefónicamente con el exterior mediante el cable francés, instalado en 1900. En 1918 se construyó su primer hospital Dr. Luis Ortega. En 1957 se inauguró el actual.

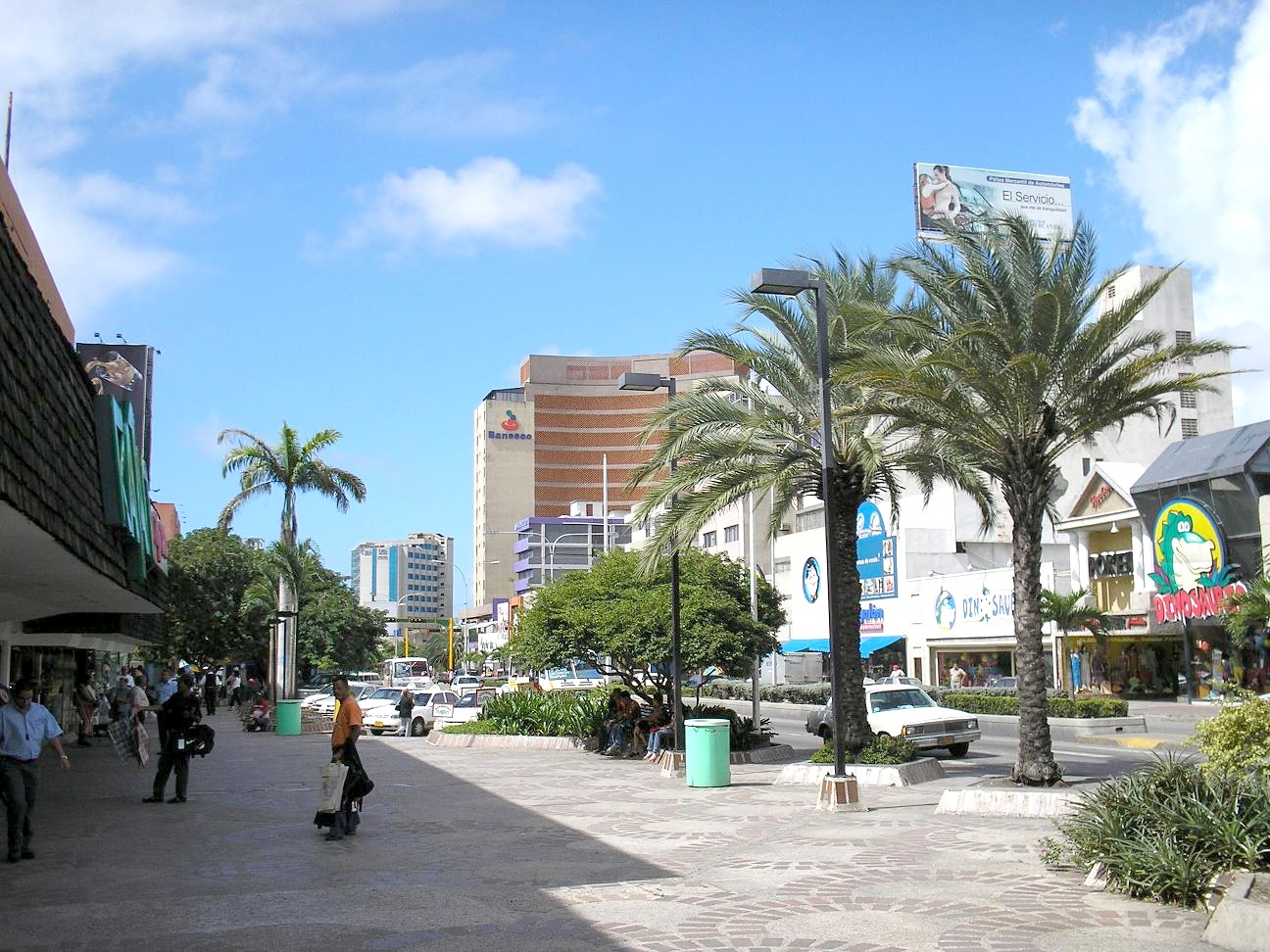
Avenida 4 de Mayo de la Ciudad de Porlamar.

El símbolo de Porlamar es El Faro de la Puntilla, instalado el 1 de enero de 1896 por iniciativa del "Club Progreso". También existe en Porlamar El Monumento a la Sirena, donado por los hermanos Rosenthal, colocado e inaugurado el 1 de enero de 1905, es una réplica de la existente en el Palacio de Las Tullerías en París (Francia), anteriormente estaba en la calle La Marina y ahora se encuentra ubicada en la salida hacia Punta de Piedras. La actual estatua de Bolívar, frente a la iglesia de San Nicolás de Bari, fue inaugurada en 1945 por el presidente de la República, General Isaías Medina Angarita.

## Personalidades
En Porlamar nació el oficial patriota Rafael de Guevara, el pintor y escultor Francisco Narváez y el médico Joel Valencia Parparcén. Fue párroco el sacerdote, historiador y pedagogo José Antonio Ramos Martínez (1878-1903). El escritor Enrique Bernardo Núñez fundó y dirigió en esa población el periódico El Heraldo de Margarita (1925-1926). En Porlamar nació en 1925 el poeta, músico y compositor José Modesto Ramos.

## Geografía
Se encuentra ubicada en el litoral sureste de la Isla de Margarita. Su puerto es la amplia bahía de Guaraguao, protegida de los vientos del noreste por el cabo El Morro. Atraviesa la localidad el río El Valle, de escasas aguas durante gran parte del año. Se halla a 7 km de La Asunción y a 9 km de Pampatar. Se comunica por ferry, con Cumaná y Puerto La Cruz desde Punta de Piedras. También se accede por vía marítima en embarcaciones menores ("tapaítos") desde Chacopata. La parte oriental de la Isla de Margarita está formada por un macizo montañoso que se extiende más o menos en dirección norte-sur, desde el norte de Porlamar hasta Cabo Negro; 

### Clima
Porlamar posee un clima semiárido, con microclimas que van del árido muy cálido al semiárido cálido-moderado. En Porlamar la pluviosidad es solo de 399 mm. anuales con una temperatura media de 27°. En Margarita, si se considera que en los sitios litorales y playeros, como Porlamar, hay solo 66 días de lluvia apreciable al año, se dan las condiciones óptimas para diversos tipos de turismo. La temperatura media es de 27 °C con extremas de 37 y 18,5 °C. Las precipitaciones medias anuales son de 512 mm
| Parámetros climáticos promedio de Porlamar                             | Parámetros climáticos promedio de Porlamar | Parámetros climáticos promedio de Porlamar | Parámetros climáticos promedio de Porlamar | Parámetros climáticos promedio de Porlamar | Parámetros climáticos promedio de Porlamar | Parámetros climáticos promedio de Porlamar | Parámetros climáticos promedio de Porlamar | Parámetros climáticos promedio de Porlamar | Parámetros climáticos promedio de Porlamar | Parámetros climáticos promedio de Porlamar | Parámetros climáticos promedio de Porlamar | Parámetros climáticos promedio de Porlamar | Parámetros climáticos promedio de Porlamar |
| Mes                                                                    | Ene.                                       | Feb.                                       | Mar.                                       | Abr.                                       | May.                                       | Jun.                                       | Jul.                                       | Ago.                                       | Sep.                                       | Oct.                                       | Nov.                                       | Dic.                                       | Anual                                      |
| ---------------------------------------------------------------------- | ------------------------------------------ | ------------------------------------------ | ------------------------------------------ | ------------------------------------------ | ------------------------------------------ | ------------------------------------------ | ------------------------------------------ | ------------------------------------------ | ------------------------------------------ | ------------------------------------------ | ------------------------------------------ | ------------------------------------------ | ------------------------------------------ |
| Temp. máx. media (°C)                                                  | 28                                         | 29                                         | 31                                         | 31                                         | 32                                         | 31                                         | 31                                         | 32                                         | 32                                         | 32                                         | 31                                         | 30                                         | 30.8                                       |
| Temp. media (°C)                                                       | 26                                         | 26                                         | 27                                         | 28                                         | 28                                         | 28                                         | 28                                         | 28                                         | 29                                         | 29                                         | 28                                         | 27                                         | 27.7                                       |
| Temp. mín. media (°C)                                                  | 23                                         | 22                                         | 23                                         | 24                                         | 25                                         | 24                                         | 24                                         | 25                                         | 25                                         | 24                                         | 24                                         | 23                                         | 23.8                                       |
| Lluvias (mm)                                                           | 62.4                                       | 26.7                                       | 16.4                                       | 11.7                                       | 8.3                                        | 39.9                                       | 51.2                                       | 53.7                                       | 22.2                                       | 30.4                                       | 57.8                                       | 76.8                                       | 457.5                                      |
| Días de lluvias (≥ )                                                   | 7                                          | 5                                          | 2                                          | 2                                          | 3                                          | 6                                          | 7                                          | 7                                          | 4                                          | 6                                          | 8                                          | 10                                         | 67                                         |
| Humedad relativa (%)                                                   | 79.5                                       | 79.0                                       | 78.5                                       | 77.5                                       | 79.0                                       | 81.5                                       | 80.0                                       | 79.0                                       | 78.0                                       | 77.5                                       | 79.5                                       | 81.0                                       | 79.2                                       |
| Fuente n.º 1: Instituto Nacional de Meteorología e Hidrología (INAMEH) |                                            |                                            |                                            |                                            |                                            |                                            |                                            |                                            |                                            |                                            |                                            |                                            |                                            |
| Fuente n.º 2: Weatherbase                                              |                                            |                                            |                                            |                                            |                                            |                                            |                                            |                                            |                                            |                                            |                                            |                                            |                                            |

## Economía

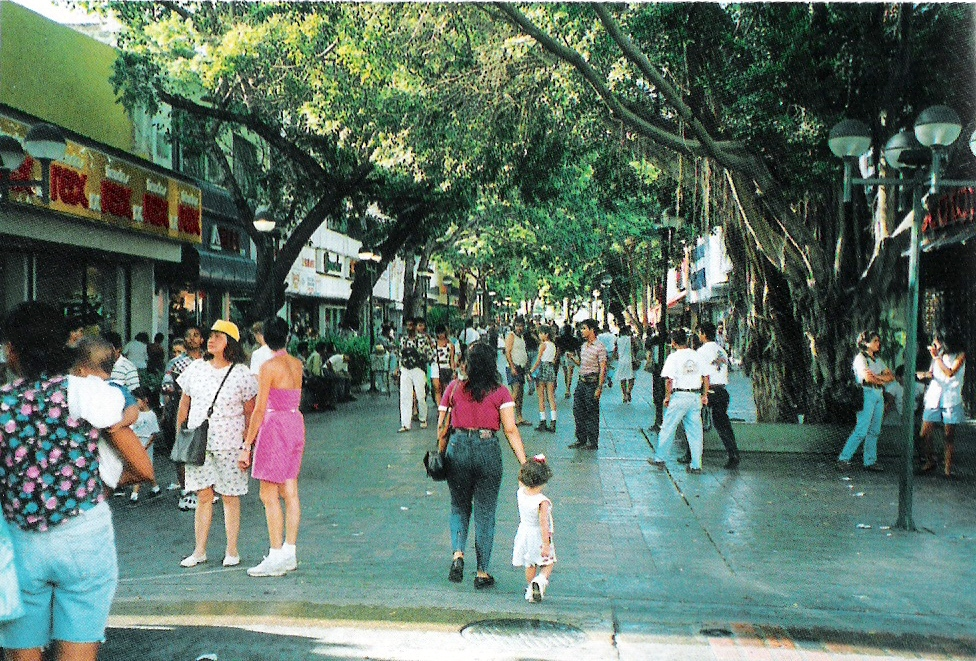
Bulevar Guevara de Porlamar.

Es el centro urbano más grande e importante de la Isla de Margarita, Nueva Esparta. Su rápido crecimiento hizo necesario trasladar el aeropuerto al sur de la isla neoespartana, el Aeropuerto Internacional del Caribe Santiago Mariño. Al convertirse Porlamar en puerto libre, perdió su carácter de villa pesquera para convertirse en el centro de la vida comercial de Margarita. El puerto tomó auge tanto por lo que se refiere a la navegación internacional como a la de cabotaje. Tiene centros de primera enseñanza, ciclo básico y diversificado, el Liceo Nueva Esparta, el Colegio Nuestra Señora del Valle, el Colegio San Nicolás, el Liceo Fray Elías María Sendra, entre otros.
La afluencia de turistas de todas partes del mundo es cada día mayor gracias a las grandes agencias existentes, que ponen al servicio las bondades ofrecidas por su aeropuerto internacional, situado a pocos kilómetros de Porlamar. Desde esta ciudad y por carreteras asfaltadas se pueden visitar los sitios históricos de mayor interés para el visitante, así como las más cálidas y pintorescas playas que bordean a la Isla.
Abundan hoy los centros comerciales, restaurantes, boutiques, casinos, clubes, hoteles, urbanizaciones residenciales, balnearios. Sitios de interés: iglesia de San Nicolás de Bari, plaza Bolívar, el faro, museo de arte contemporáneo Francisco Narváez, museo del mar Fundación La Salle de Ciencias Naturales, zona comercial, bulevares Guevara y Gómez y paseo Guaraguao.
En Porlamar, capital comercial del estado, se puede observar la Iglesia de San Nicolás de Bari, la cual comenzó a construirse en el año 1853, continuando de forma interrumpida su construcción hasta el año 1955 en el momento en el que el monseñor Crisanto Mata Cova, obispo de la diócesis de Cumaná bendijo el Crucero, la Cúpula y el Presbiterio. En esta iglesia se rinde culto al santo que lleva su propio nombre, es considerada la iglesia más imponente del estado, debido a su tamaño.

## Cultura
Se suele celebrar el Carnaval en las adyacencias de la Plaza Bolívar de la ciudad.

## Medios de comunicación

### Impresos
- El Sol de Margarita
- Caribazo
- La Hora
- Ciudad MGTA

### Radio
- 91.9 MHz (Circuito Mega)
- 98.1
- Encuentro
- Rumba
- Radio Nueva Esparta
- Radio Oriente 720 kHz